# Szyba (Lubusz)
Szyba (Duits: Scheibau) is een plaats in het Poolse district  Nowosolski, woiwodschap Lubusz. De plaats maakt deel uit van de gemeente Nowe Miasteczko.

## Geschiedenis
Tijdens de tweede deling van Polen in 1793 werd het dorp geannexeerd door het Koninkrijk Pruisen onder de naam Scheibau. Na de Tweede Wereldoorlog werd de grens verlegd langs de Oder-Neissegrens, waardoor het dorp terugviel aan de Volksrepubliek Polen.
Van 1975 tot 1998 behoorde het dorp bestuurlijk tot Woiwodschap Zielona Góra en vanaf 1999 tot het Woiwodschap Lubusz.

## Bezienswaardigheden
Er zijn culturele erfgoederen opgenomen in het register van Narodowy Instytut Dziedzictwa.
Daarnaast bevindt zich sinds 1997 het Muziekinstrumentenmuseum in een monumentaal herenhuis. De collectie telt meer dan 3000 stukken uit allerlei delen van de wereld.